# Voix du Nord
Pour le quotidien français, voir La Voix du Nord.
Voix du Nord est le nom donné à l'un des mouvements de résistants français de la zone Nord occupée pendant la Seconde Guerre mondiale.

## Histoire

### Mouvement
Organisé autour d'un journal clandestin, Voix du Nord, il tente de fédérer les différents groupes de résistance de la zone interdite. Jules Noutour, policier et syndicaliste lillois, mort en déportation, est le principal instigateur de ce mouvement. Avec lui, un groupe d'hommes d'horizons divers constituent le noyau de Voix du Nord, parmi lesquels l'ancien maire catholique social de Wasquehal, Henri Détailleur, Natalis Dumez, Georges Vankemmel, pharmacien à Armentières, Robert Pouille, industriel à Armentieres, René Decock, Lionel Alloy, Jules Houcke, Marcel Houcke, André Dammarez, Charles Bertrand, Jules Obin, Kléber Ringot et Albert van Volput.
Le mouvement reflète le patriotisme de la population, séparée du reste du pays, relevant de l'administration militaire de la Belgique et du Nord de la France, et pouvant craindre l'annexion.
Il s'organise autour d'une filière d'évasion puis adopte par la suite une organisation militaire.
Le mouvement devient, surtout après l'arrivée de Pierre Deshayes envoyé par Londres en janvier 1943, une organisation militaire visant la Libération. Georges Vankemmel prend en charge l'instruction des premiers groupes créés en mars 1943, Lionel Alloy puis Maurice Bouchery, premier chef régional, les commandent. Au début de 1944, les premiers groupes sont répartis sur une douzaine de secteurs.
Ces groupes constituent un véritable régiment, aux effectifs parfois grossis par des combattants d'autres mouvements ou réseaux décimés par les arrestations, comme l'Organisation civile et militaire (OCM). Ils mènent ou participent à différentes actions : renseignement, repérage de terrains pour les largages, acheminement des armes et matériels reçus, opérations de sabotage, filières d'évasion pour les aviateurs abattus dans la région, soutien aux familles de déportés ou fusillés...
Le mouvement connait son premier mort, Jean Bayart, le 11 décembre 1941. On lui avait présenté quelques semaines plus tôt, un Anglais nommé Kraft. Le résistant devait, comme d'habitude lui fournir des papiers pour retourner en Angleterre. Mais Kraft était un agent infiltré de la Gestapo. Les Allemands viennent au domicile familial, trouvent des exemplaires de La Voix du Nord, et emmènent le jeune homme. Il parvient à s'échapper dans la journée, est rattrapé et abattu à bout portant.
Les arrestations se succèdent : Natalis Dumez et Léon Flèche, entre autres, le 7 septembre 1942, Noutour en septembre 1943. Robert Pouille en décembre 1943. La trahison d'un membre du réseau entraina une vague d'arrestation en cette année 1943. De nouvelles personnes prennent la relève à chaque fois.
Le mouvement est représenté auprès du gouvernement provisoire de la République française constitué à Alger en 1944, et participe aux comités départementaux de Libération.
Il est difficile de fixer un nombre précis de membres du mouvement, en raison même de la clandestinité, des modalités de participation parfois ponctuelle ou régulière. En revanche, le nombre de résistants de Voix du Nord fusillés, morts sous la torture, disparus en déportation ou tués au combat est estimé à plus de cinq cent trente.
Parmi les femmes membres du mouvement peuvent être citées :
- Marguerite Bayart, sœur de Jean Bayart, premier mort du mouvement évoqué ci-dessus, engagée à l'âge de 15 ans, suit son père et son frère dans le mouvement, arrêtée et emprisonnée avec sa mère à Loos en 1943, pendant trois mois puis libérée, va survivre à la guerre. Le père engagé par idéal sera arrêté et tué par la Gestapo le 10 juillet 1944[7].
- Jeanne Parmentier, héroïne de la Grande guerre dans le réseau de Louise de Bettignies[9], contactée par Natalis Dumez et Jules Noutour qui cherchaient quelqu'un sachant taper à la machine. Elle leur propose sa fille Lily Parmentier, alors âgée de 20 ans, future épouse Glück, qui va dactylographier la première feuille de La Voix du Nord. Le café de la mairie à Mons-en-Barœul, tenu par Jeanne Parmentier devient un pivot du mouvement. Dans les semaines qui suivent, Lilly va récupérer les textes manuscrits dans l'arrière salle du café des damiers à Lille et les ramène à Mons. Puis le petit matériel d'imprimerie est installé dans la grenier du café. Dénoncée, Jeanne est arrêtée en 1943 et déportée à Ravensbrück dont elle reviendra méconnaissable en 1945[10].

### Publication
Le réseau fera paraître 66 numéros de son journal clandestin, d'avril 1941 au 5 septembre 1944. Pierre Houriez, chef d'un réseau d'évasion et Pierre Deshayes, envoyé par Londres, sont les principaux responsables de sa diffusion.
Le premier numéro, imprimé à Fives, parait dès le 1er avril 1941 et déclare en une : « On ne transige pas avec le devoir et l'honneur, on ne pactise pas avec le mal, on ne collabore pas avec l'ennemi.» Il est confectionné à Lille, et tiré à 65 exemplaires. Les suivants le seront dans différents endroits, en fonction des possibilités, de la situation de chacun, de la répression également. Le journal affirme clairement son soutien au général De Gaulle et à la France Libre. Le journal se diffuse en étant distribué à cinq personnes qui elles-mêmes en donnaient à cinq autres, etc..
Le journal se veut l'emblème de la résistance dans la région et s'appelle La Voix du Nord et du Pas de Calais ; il porte en-tête les mots « Liberté Égalité Fraternité » et s'intitule Organe de la résistance de la Flandre française.
Le 14 juillet 1942, le journal publie un texte du général De Gaulle.
Les conditions de publication sont particulièrement pénibles, tout manque : le papier, l'encre de mauvaise qualité ; la rédaction, le tirage, l'acheminement, chaque étape comporte des risques. Des quatre pages ronéotypées du premier jour, on passe rapidement à six puis à dix. En raison des difficultés d'approvisionnement en papier, la pagination est de nouveau réduite : quatre pages en février 1943. Le tirage, faible au début (900 exemplaires) passe à 15 000 au 1er janvier 1943. De même, la périodicité, bimensuelle jusqu'en septembre 1942, puis mensuelle à partir de 1943.
Le journal étonne par sa longévité, malgré les coups portés par l'occupant, qui remettent en question chaque parution. Le nombre de tirages varie selon les possibilités et les moments, de quatre à cinq mille exemplaires en moyenne jusqu'à vingt mille. Le mouvement essaye de lui donner la plus grande régularité possible. Le journal réussit même pendant quelques mois de 1943 à assurer une édition locale dans l'arrondissement de Béthune.
Un moment proche du mouvement et du journal Libération-Nord, de tendance socialiste, qui dispose de moyens financiers plus importants, le journal garde son indépendance éditoriale, tenant à pouvoir s'adresser à des patriotes de toutes sensibilités.
L'arrestation de Noutour en septembre 1943 amena, malgré la relève prise par Robert Pouille et Maurice Pauwels, la cessation de parution en décembre 1943. Jules Houcke, alors président du comité départemental de libération, évadé de la prison de Loos, va assurer la publication des deux derniers numéros clandestins en juillet et août 1944. Il va également prendre en charge la parution du premier numéro sorti au grand jour le 5 septembre 1944, il s'agissait du 66e numéro.
Le journal a eu une grosse influence dans la région en fédérant la Résistance et en maintenant la confiance dans la victoire.
Le groupe la Voix du Nord a sorti plusieurs publications autour du journal, notamment un recueil des 63 numéros parus avec cd-rom sous le titre Les Voix du Nord clandestines.

## Libération
Pendant la guerre, le journal le Grand Écho du Nord, collabore avec l'Allemagne nazie et à la libération, on juge ses dirigeants avec beaucoup de clémence. Les locaux et l’imprimerie du Grand Écho sont repris par la Voix du Nord et les anciens journalistes et cadres du Grand Écho travailleront à sortir le journal la Voix du Nord en kiosque. Pour les membres du journal issu de la résistance et notamment ses deux fondateurs qui ne sont pas encore rentrés de déportation en février 1945, cela devient de la trahison de pseudo-résistants.

## Postérité
Au retour de la déportation, un des fondateurs, Natalis Dumez, va engager une bataille judiciaire avec la direction du journal en place à la Libération. Il représente plusieurs anciens résistants qui n'ont pu devenir actionnaires du journal et se sentent floués. L'affaire va durer jusqu'à un jugement de 1977 qui indemnise symboliquement les anciens résistants.
Depuis 2011, une aile du Musée de la résistance à Bondues est consacrée à l'histoire du journal clandestin.